# Daniel Gralath
Daniel Gralath (ur. 30 maja 1708 w Gdańsku, zm. 23 lipca 1767 tamże) – gdańszczanin, burmistrz, burgrabia, uczony.

## Życiorys
Urodził się w bogatej rodzinie kupieckiej Karla Ludwiga Gralatha (1673–1713). Już w trakcie nauki w Gdańskim Gimnazjum Akademickim wykazywał zainteresowanie naukami ścisłymi, co zaowocowało dysertacjami wydanymi po łacinie w 1729. Od 1728 studiował w Halle, Lejdzie i Marburgu. Po powrocie do Gdańska, ożenił się z córką wybitnego przyrodnika, Jacoba Theodora Kleina. Był współzałożycielem powstałego w 1742 Towarzystwa Przyrodniczego w Gdańsku. Interesował się szczególnie elektrycznością. Od 1746 prowadził badania nad wynalezioną rok wcześniej, przez Ewalda Kleista w Kamieniu Pomorskim, butelką lejdejską. Zbudował pierwszą na świecie baterię takich butelek i wyjaśnił jej działanie. Zmierzył siłę działającą między naładowanymi okładkami butelki. Napisał pierwsze na świecie dzieło poświęcone elektrostatyce, 3-tomową Geschichte der Elektricität („Historia elektryczności”), wydaną w latach 1747–1756 oraz bibliografię wszystkich dzieł poświęconych elektrostatyce, Elektrische  Bibliothek („Biblioteka elektryczna”).
W uznaniu jego osiągnięć naukowych Towarzystwo Naukowe w Getyndze powołało go na członka.
Pracował od 1754 w administracji Gdańska, był od 1754 ławnikiem, od 1758 rajcą, w 1762 burgrabią królewskim a od 1763 do śmierci jednym z burmistrzów Gdańska.

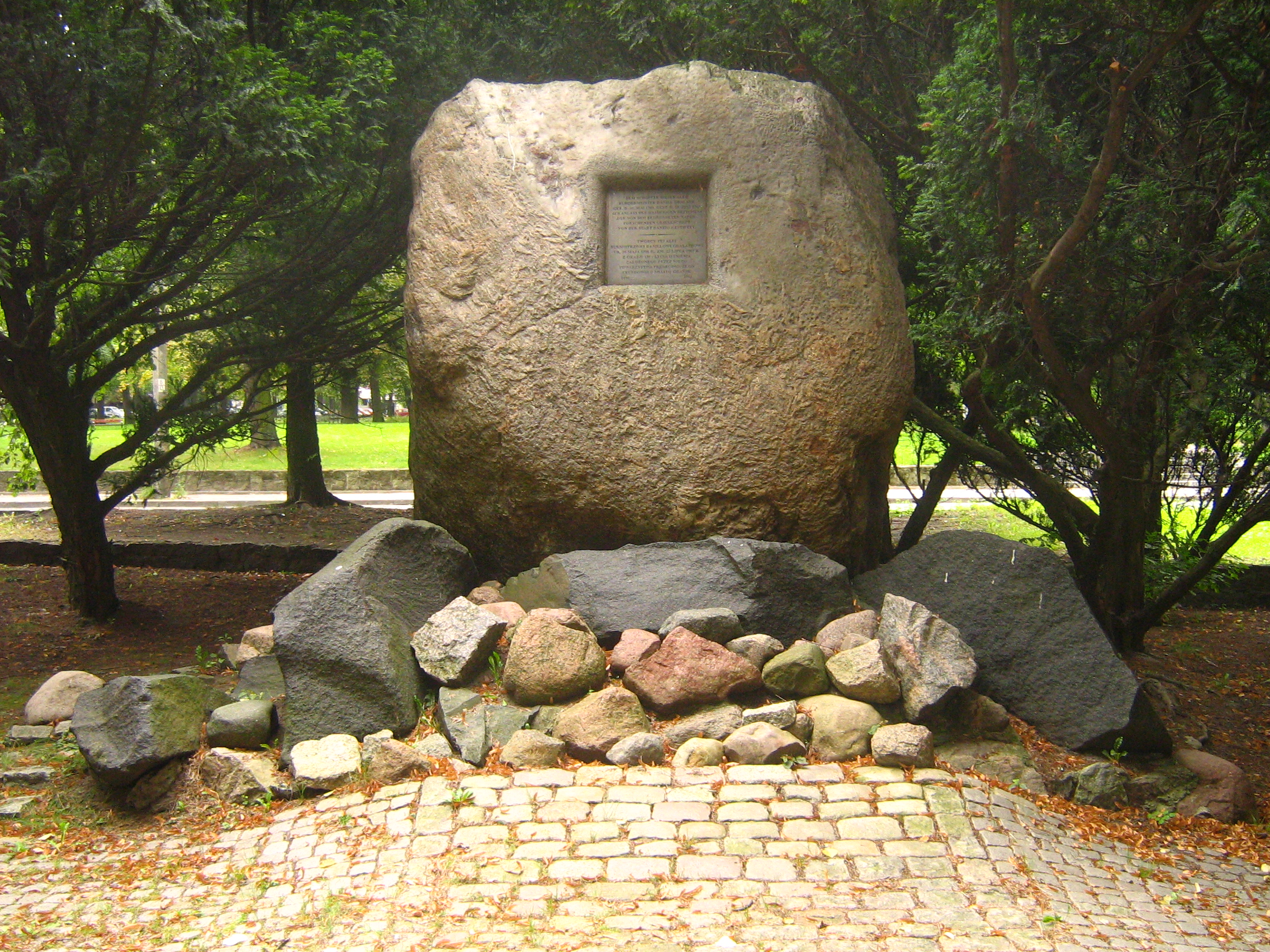
Pomnik Daniela Gralatha w Alei Zwycięstwa

Został pochowany w bazylice Mariackiej w Gdańsku, w niewiadomym miejscu. W podgdańskim Sulminie znajduje się grobowiec rodzinny potomków Daniela Gralatha, wybudowany w 1818.
Zainicjował i swoim testamentem współfinansował założenie Wielkiej Alei lipowej, pomiędzy Gdańskiem i Wrzeszczem. W 1901 przy alei w okolicy skrzyżowania z ul. Smoluchowskiego umieszczono pomnik Daniela Gralatha w postaci głazu narzutowego z pamiątkową tablicą. Po wojnie na głazie umieszczono tablicę ku czci harcerzy pomordowanych przez nazistów. W 2004 pomnik harcerzy umieszczono w niedalekim parku (Małym Błędniku), a na głazie wmurowano nową tablicę upamiętniającą Daniela Gralatha.
Kontynuatorami działalności Gralatha byli jego dwaj synowie: Karol Fryderyk (1741–1818) był rajcą miejskim, a w czasach napoleońskiego Wolnego Miasta prezydentem senatu Gdańska, zaś Daniel Gralath młodszy (1739–1809) był profesorem, doszedł do godności rektora Gimnazjum Akademickiego, był autorem cennej „Historii Gdańska” i rozprawy o przedawnieniu (1773) podważającej rzekome prawa króla pruskiego do ziem zajętych w wyniku I rozbioru Polski.
Jest patronem tramwaju Pesa Swing 120NaG SWING Gdańskich Autobusów i Tramwajów o numerze bocznym 1011. W okresie Wolnego Miasta Gdańska imię Gralatha (Gralathstraße) nosiła obecna ulica Józefa Hoene-Wrońskiego w Gdańsku-Aniołkach.